# Jonas Johannis Scarinius
Jonas Johannis Scarinius, född 1616 i Rustsäter Medelplana socken, död 1687 i Växjö, var teolog och slutligen biskop i Växjö stift 1675–1687. Hans far var rättare.

## Biografi
Scarinius studerade först i Skara och reste därifrån till universitetet i Dorpat. Från Dorpat, där han blev magister, reste han 1646 tillbaka till Skara där han blev konsistorienotarie samma år, rector scholæ 1647, lektor 1653, förste teologie lektor 1654 och prost och kyrkoherde i Lidköping 1662. Den 14 maj 1673 förordnades Scarinius till superintendent i Karlstad men var där endast en gång, nämligen då han gjorde sitt inträde i konsistorium. Den 16 juni 1674 utnämndes han av Karl XI till biskop i Växjö, en post han tillträdde den 12 februari 1675. Han begravdes i Växjö domkyrka den 15 januari 1688.
Det var under Scarinius biskopstid i Växjö som folk-/kyrkobokföringen (se kyrkoarkiv) infördes, uppdelad i tre volymer (räkenskaper, ministerialböcker och husförhörslängder), då han till prästmötet 1679 inlämnade en skrivelse innehållande ”förordningar” om prästernas församlings- och själavård. Han bevistade alla riksdagar som hölls under hans ämbetstid.

## Familj
Jonas Scarinius var gift två gånger. Första gången med Ingeborg Mårtensdotter Kullenberg (född i Västergötland, död 1683), dotter till kyrkoherden i Medelplana Martin Gyltebackius och hans hustru Elin Torstensdotter, och andra gången med Katarina Dryandra (död 1696), dotter till kyrkoherden i Alseda Johannes Dryander och hans hustru Annika Alzhovia. Barn (sannolikt alla i första giftet):
- Elisabet Scarinia, gift med kyrkoherden i Varnhem i Skarke socken Magnus Thengner (1633–1694)
- Maria Scarinia , gift 1674 med domprosten i Skara Bengt Rudbergh (1632–1698)
- Helena Scarinia  (död 1729), gift i tur och ordning med domprosten i Växjö Enevald Widebeck (1649–1694) och kyrkoherden i Ryssby socken, Sunnerbo, Carl Wessman (1661–1747)

Kyrkoherden i Vänersborg Andreas Johannis Scarinius (död 1676) var hans bror.